# Autostrada A32 (Holandia)
Autostrada A32 (nl. Rijksweg 32) – holenderska autostrada długości 63 km. Autostrada zaczyna się w Lankhorst – A28. Kończy się w Goutum – N31.